# Ramal C2 del Ferrocarril Belgrano
El Ramal C2 pertenecía al Ferrocarril General Belgrano, Argentina.

## Ubicación
Se hallaba íntegramente en la provincia de Santiago del Estero.

## Características
Era un ramal secundario de la red de trocha angosta del Ferrocarril General Belgrano, cuya extensión era de 126,4 km entre las cabeceras Bandera y Añatuya.
Fue ideado en 1905 por un grupo de terratenientes se unen y con un préstamo del Banco Torquinst forman La Compañía de Quebrachales Tintina S.A. Para poder sacar lo producido por el emprendimiento deciden en 1908 construir este ramal que se libra al servicio en 1909 con dos locomotoras de segunda mano compradas al Ferrocarril Santa Fe.
Para 1914 la materia prima había disminuido considerablemente y el ramal dejó de cumplir su función, es por eso que en 1916 La Compañía decide donarlo al Estado quien lo incorporó al Ferrocarril Central Norte Argentino, por ende queda así librado al servicio público dado que antes era privado.